# Flygkamera

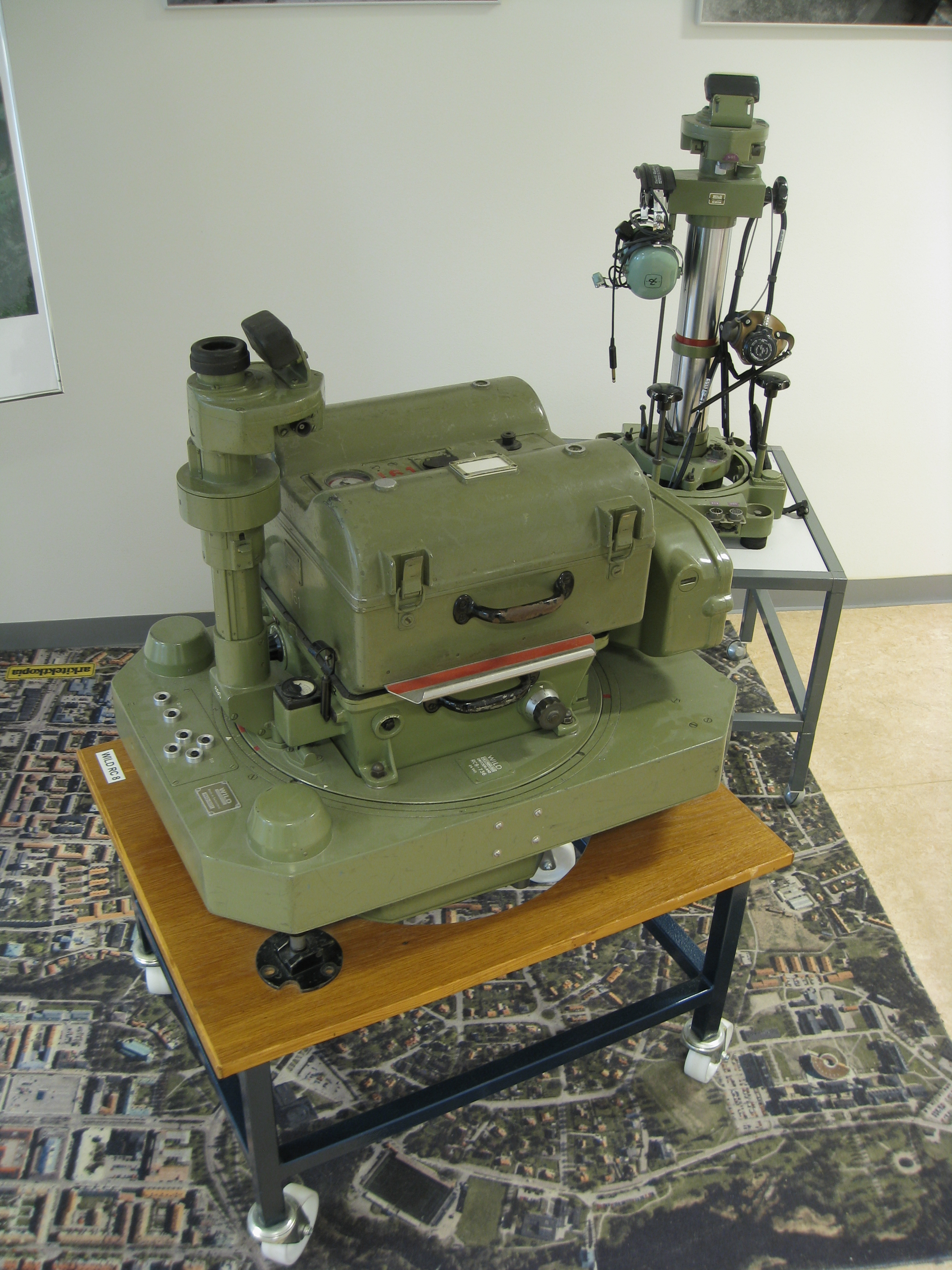
Äldre analog kamera för fotografering av lodbilder, en Wild Heerbrugg RC8 med tillbehör.

Flygkamera är en kamera speciellt utvecklad för flygfotografering av lodbilder för karteringsändamål.
Det finns både analoga och digitala flygkameror.
Normalt brukar en analog flygkamera ha bildsidan 23 cm och brännvidden 15 cm. Kamerorna brukar vara utrustade med rörelsekompensation, FMC (Forward Motion Compensation) och även vara gyrostabiliserade för att få bästa möjliga bildkvalitet. 

Digitala flygkameror är delvis annorlunda uppbyggda. De kan bestå av flera sammansatta sensorer som genom digital bildbehandling skapar en digital flygbild. Exempel på kamera är Zeiss RMK top som har 4 stycken 4000*7000 sensorer med 12 cm optik. Kameran är även här gyroupphängd och utrustad med rörelsekompensation (FMC).
För flygfotograferingen brukar ett GPS-baserat exponerings- och navigeringssystem användas. GPS-positionerna används för exponeringskontroll men samtidigt samlas GPS-rådata in för efterbearbetning till den efterföljande blocktrianguleringen. 